# Rajd Antibes 1992
Rajd Antibes 1992 (27. Rallye d'Antibes - Rallye d'Azur) – 27. edycja rajdu samochodowego Rajd Antibes rozgrywanego we Francji. Rozgrywany był od 21 do 23 maja 1992 roku. Była to szesnasta runda Rajdowych Mistrzostw Europy w roku 1992 (rajd miał najwyższy współczynnik - 20). Składał się z 30 odcinków specjalnych.

## Klasyfikacja rajdu
| Miejsce                      | Kierowca                     | Pilot                        | Samochód                     | Czas                         | Strata                       |                              |
| Klasyfikacja generalna i ERC | Klasyfikacja generalna i ERC | Klasyfikacja generalna i ERC | Klasyfikacja generalna i ERC | Klasyfikacja generalna i ERC | Klasyfikacja generalna i ERC | Klasyfikacja generalna i ERC |
| ---------------------------- | ---------------------------- | ---------------------------- | ---------------------------- | ---------------------------- | ---------------------------- | ---------------------------- |
| 1.                           | Pierre-César Baroni          | Philippe David               | Lancia Delta HF Integrale    | 4:43:44                      | 0.0                          |                              |
| 2.                           | Bernard Béguin               | Jean-Paul Chiaroni           | Ford Sierra RS Cosworth 4x4  | 4:46:04                      | +2:20                        |                              |
| 3.                           | Jean Ragnotti                | Gilles Thimonier             | Renault Clio 16S             | 4:51:57                      | +8:13                        |                              |
| 4.                           | Dominique De Meyer           | Patrick Ferré                | BMW M3 E30                   | 4:54:00                      | +10:16                       |                              |
| 5.                           | Alain Oreille                | Jean-Marc Andrié             | Renault Clio 16S             | 4:55:45                      | +12:01                       |                              |
| 6.                           | Eric Mauffrey                | Hervé Sauvage                | Renault Clio 16S             | 5:02:22                      | +18:38                       |                              |
| 7.                           | Michael Gerber               | Peter Thul                   | Toyota Celica GT-4 (ST165)   | 5:04:01                      | +20:17                       |                              |
| 8.                           | Yves Loubet                  | Didier Breton                | Citroën AX GTI               | 5:05:07                      | +21:23                       |                              |
| 9.                           | Jan-Hug Hazard               | Bruno Brissart               | Ford Sierra RS Cosworth 4x4  | 5:08:21                      | +24:37                       |                              |
| 10.                          | Jean-Michel Blanchi          | Lucien Ramagli               | Ford Sierra RS Cosworth      | 5:10:15                      | +26:31                       |                              |